# Facel Vega Facel II
Автомобиль Facel Vega Facel II имел кузов типа кабриолет со съёмным жёстким верхом.
Двигатель — V-образный типа Chrysler, цилиндры его располагаются под углом 90°. Число цилиндров — 8, охлаждение жидкостное, мощность 252 кВт (360 л.с.), при 5200 об/мин. Диаметр цилиндра 107,95 мм, ход поршня 85,72 мм, рабочий объём 6276 см³. Масса в снаряжённом состоянии 1650 кг. Скорость до 240 км/ч.